# LOVE&DESTROY
『LOVE&DESTROY』（ラブアンドデストロイ）はインティ・クリエイツが開発、ソニー・コンピュータエンタテインメントが1999年12月16日に発売したプレイステーション用恋愛アクションゲーム。キャラクターデザインは桂正和。キャッチフレーズは『君は「Q-TRON」たちと"今"を救えるか!』。
3Dロボットを操りアクションシーンをハイスコアでクリアすると主要女性キャラクターの好感度が上昇する。要所にプロダクションI.G制作のアニメーションが挿入される。

## システム
本作はプロダクションI.G制作のアニメーションの間に挟まれるTPSパートで敵を撃破していく。戦闘前に3体の「Q-TRON」の一人をパートナーとして選択することで機体の性能が変化する。このQ-TRONはインターミッションや戦闘中での会話によって能動・受動的にアドバイスが聴ける他、感情や好感度が変化し、敵に対する破壊力の向上につながる。
この時に聞ける台詞をコレクションする機能もあり、起動中のプレイステーションのふたを開けたりメモリーカードを出し入れしたすることで聴ける特殊なものまでそろっている。
戦闘結果やQ-TRONの選択の仕方によってエンディングが変化する。

## ストーリー
夏。いつもと変わりない、見慣れた街並みが広がっていた。突如、上空に正体不明の物体が現れ、町を破壊し始めた。その物体は破壊エネルギーや武器による被ダメージをも吸収し、それらを餌に分裂増殖していった。
数ヵ月後。物体は地表に降り、活動を停止した。その破壊物体はジャムと呼ばれ、人々は人類の終末を予感した。
一年後。ドーム状のフィールドにつつまれた。「何か」が現れたと同時に、活動停止していたジャムが破壊活動を再開した。ジャムは地表を破壊し、現れた「何か」に破壊エネルギーを送り続けた。
二十年後。ジャム対抗組織が編成され、次のような研究報告書が発表された。『ジャムは鬱積した人類のストレスエネルギーが実体化し、破壊によって生じるエネルギーを吸収することで、巨大化と増殖を繰り返す物体である。ジャムをデリートするにはS.E.E.D.（シード=Synchronized Energy of Emotive Dynamics）「人間がたがいを思いやる気持ち」を物質化したエネルギー照射が効果的である。』
十数年後。ジャムのデリート手段を得た組織によってS.E.E.D.チャージ用ナビゲーター少女Q-TRON(キュートロン)が開発された。Q-TRONはマスターと呼ばれるパイロット適格者と共にS.E.E.D.を育み、蓄積されたS.E.E.D.をバトルポッドの攻撃エネルギーに変換する機能を持っている。S.E.E.D.によって起動するバトルポッドが、対ジャム用の最終兵器となった。
この時より、対抗手段を持った人類と、ジャムとの戦いが開始された。人類とジャムとの戦いは十数年の長きにおよんだ。人類は着実にジャムをデリートし、いよいよ戦いに終止符が打たれようとした時だった。沈を破り、フィールド内からジャム・マスタータイプが出現した。破壊エネルギーを蓄え続け、巨大な力を持ったマスタータイプによって形勢は逆転してしまった。
ジャムに惨敗した人類。バトルポッドの開発に携わり、唯一生き残った老齢の科学者は、開発途中の時空輸送装置が装備された飛行輸送基地ブランベースに、三体のQ-TRONとバトルポッド、ロボット教官エッグを搭乗させた、その科学者は意識がしだいに希薄になっていくのを感じながら、「過去」への転送を開始した。彼は最後に、転送完了のアラームを聴いた。
夏。「未来」から転送されたQ-TRONたちはジャムをデリートし、「未来」を変えることができるだろうか…。

## 登場人物
主人公
ベッドタウンにすむ普通の家庭に育った高校一年生の少年。偶然ジャムの出現に遭遇し、バトルポッドのパイロット適格者・マスターとしてエントリーされたことから、三人のQ-TRONとの関係が始まる。
ViVi(ビビ)
声 - 本村真生
初期に開発されたQ-TRON第2号。負けず嫌いで自分の戦闘能力に絶対の自信を持っている。主人公に対しても、過激な言動と反抗的な態度のせいか、打ち解けにくい。妹的なキキに対しては姉御肌で接するが、長女的存在であるルルには従順である。単独行動を好む強情で生意気な女の子。各機体・兵器整備全般のメカニックスペシャリスト。
LuLu(ルル)
声 - 柳瀬なつみ
最初に開発された試作型Q-TRON。Q-TRONとしての長い経験による膨大な量の情報の蓄積と、発達した思考能力によって、高度な処理能力・予測能力を獲得するにいたった。また同時に、戦死していったパイロットとの記憶は悲しみに姿を変え、責任感のある彼女に重くのしかかっている。三人のまとめ役であり、やや無口ゆえに言動に説得力のある冷静な女の子。機体管制全般のコントロールオペレータスペシャリスト。
KiKi(キキ)
声 - 吉住梢
最新のテクノロジーからなる事実上の最新型Q-TRON。完成間もなく実戦経験を持たないために、早く一人前のQ-TRONになろうと積極的である。経験豊富で優秀な姉的存在である二人にコンプレックスを抱いている。あらゆることに好奇心旺盛で陽気。喜怒哀楽が極端にハッキリした純真な女の子。データ管理・プログラムエンジニアリングのスペシャリスト。
エッグ
声 - 高木渉
Q-TRONと共に未来からやってきたロボット教官。全指揮権が自分にあるように振る舞い主張するが、Q-TRONたちからは相手にされていない。語尾に「だッグ」をつける口癖は、エッグが言葉を覚える過程で、必ず呼ばれる自分の名前を何度も聞くうちに、言語回路にこびりついた結果らしい。
先輩
声 - 柳瀬なつみ
主人公と同じ学校に通う、ひとつ年上の先輩。写真部に所属していて、学園祭用の作品を撮り続けている。主人公とは幼なじみで、小さい頃はよく遊んでいたが、思春期を過ぎてどこかその関係もぎこちなくなっていた。

## 主題歌
曲名　My Glory Days
作詞 - 小室みつ子
作曲/編曲 - 朝井泰生
歌 - 川越春奈

## スタッフ
- キャラクターデザイン/監修 - 桂正和
- アニメーション制作 - Production I.G
- アニメーション監督 - 千葉大輔
- アニメーションキャラクターデザイン/作画監督 - 後藤隆幸
- アニメーションエグゼクティブ・プロデューサー - 石川光久
- ディレクター - 山口真利
- エグゼクティブ・プロデューサー - 佐藤明

## 関連書籍
- LOVE&DESTROY (ジャンプ・ジェイ・ブックス) (新書) ISBN 978-4-08-703094-5
- ラブアンドデストロイ (Vジャンプブックス―ゲームシリーズ) (単行本) ISBN 978-4-08-779045-0